# 110 mètres haies aux Jeux olympiques d'été de 1984
Navigation
Moscou 1980 Séoul 1988
L'épreuve du 110 mètres haies aux Jeux olympiques de 1984 s'est déroulée les 5 et 6 août 1984 au Memorial Coliseum de Los Angeles, aux États-Unis. Elle est remportée par l'Américain Roger Kingdom.

## Résultats

### Finale
| Rang               | Athlète           | Pays       | Performance  |
| ------------------ | ----------------- | ---------- | ------------ |
| Médaille d'or      | Roger Kingdom     | États-Unis | 13 s 20 (OR) |
| Médaille d'argent  | Greg Foster       | États-Unis | 13 s 23      |
| Médaille de bronze | Arto Bryggare     | Finlande   | 13 s 40      |
| 4                  | Mark McKoy        | Canada     | 13 s 45      |
| 5                  | Tonie Campbell    | États-Unis | 13 s 55      |
| 6                  | Stéphane Caristan | France     | 13 s 71      |
| 7                  | Carlos Sala       | Espagne    | 13 s 80      |
| 8                  | Jeff Glass        | Canada     | 14 s 15      |

## Légende
Records et Performances
- AR : Record continental (area record)
- CR : Record des championnats (championship record)
- MR : Record du meeting (meet record)
- NR : Record national (national record)
- OR : Record olympique (olympic record)
- PR : Record paralympique (paralympic record)
- PB : Record personnel (personal best)
- SB : Meilleure performance personnelle de la saison (season's best)
- WL : Meilleure performance mondiale de l'année (world leader)
- WJR : Record du monde junior (world junior record)
- WR : Record du monde (world record)

Circonstances et Conditions
- DNF : N'a pas terminé (did not finish)
- DNS : N'a pas pris le départ (did not start)
- DQ : Disqualification (disqualification)
- NM : Aucun essai valable enregistré (No Mark)
- Q : Qualifié « directement » au prochain tour (ou à la prochaine compétition), lors d'une compétition majeure, grâce au classement ou à la réalisation des minima (automatic qualifier)
- q : Qualifié au prochain tour (ou à la prochaine compétition), lors d'une compétition majeure, grâce au repêchage ou à la réalisation de l'une des meilleures performances parmi celles des « non qualifiés directement » (grâce au meilleur temps ou à la meilleure distance par exemple) (secondary qualifier)